# Ion Emanuel Florescu
Ion Emanuel Florescu (Râmnicu Vâlcea, 7 de agosto de 1819 – París, 10 de mayo de 1893) fue un militar y estadista rumano. Fue dos veces Primer ministro de Rumanía durante dos breves periodos: del 17 de abril al 6 de mayo de 1876 y del 2 de marzo al 29 de diciembre de 1891.

## Biografía
Tras terminar el bachillerato en el Colegio Nacional "San Sava" de Bucarest en 1833, se alistó en el ejército rumano como cadete. Obtuvo el grado de subteniente en 1836, año en que fue enviado a la Escuela Militar de Saint-Cyr, en París (Francia). De regreso a su país, fue nombrado asesor militar de su suegro Gheorghe Bibescu (1842-1848). En 1854 participó en la guerra de Crimea como coronel del Ejército Imperial Ruso, bajo el mando de los generales rusos Lüders y Dannenberg. En 1859 trabajó sin éxito en favor de la reelección de Gheorghe Bibescu como príncipe de Valaquia.
Tras la Unión de los Principados Rumanos, el príncipe Alejandro Juan Cuza le confió el cargo de Ministro de la Guerra (28 de noviembre de 1859 - 27 de mayo de 1860; 30 de septiembre de 1862 - 11 de octubre de 1863) y Jefe del Estado Mayor. El 1 de enero de 1860 fue ascendido al rango de general de brigada. Desempeñó un papel decisivo en la unificación y modernización del ejército rumano.
En 1866, el príncipe Carlos I encomendó a Florescu el puesto de Ministro de la Guerra (1871-1876) en el gobierno conservador de Lascăr Catargiu. El 8 de abril de 1873 fue ascendido a general de división. 
Ion Florescu ejerció por primera vez el cargo de Primer ministro del 17 de abril al 6 de mayo de 1876. No se le permitió participar en la guerra ruso-turca (1877-1878) debido a que en aquel momento recaía sobre él una acusación. Tras la retirada de los cargos, Florescu volvió a la actividad política, fue miembro y Presidente del Senado (1870) y miembro destacado del Partido Conservador (PC).
Tras la caída del gobierno de Gheorghe Manu, el 2 de marzo de 1891 Florescu formó un nuevo gobierno liberal-conservador. Sin embargo, no obtuvo la confianza del Parlamento y dimitió en diciembre de 1891.
Murió en París el 22 de mayo de 1893.